# La Trappe Isid'or

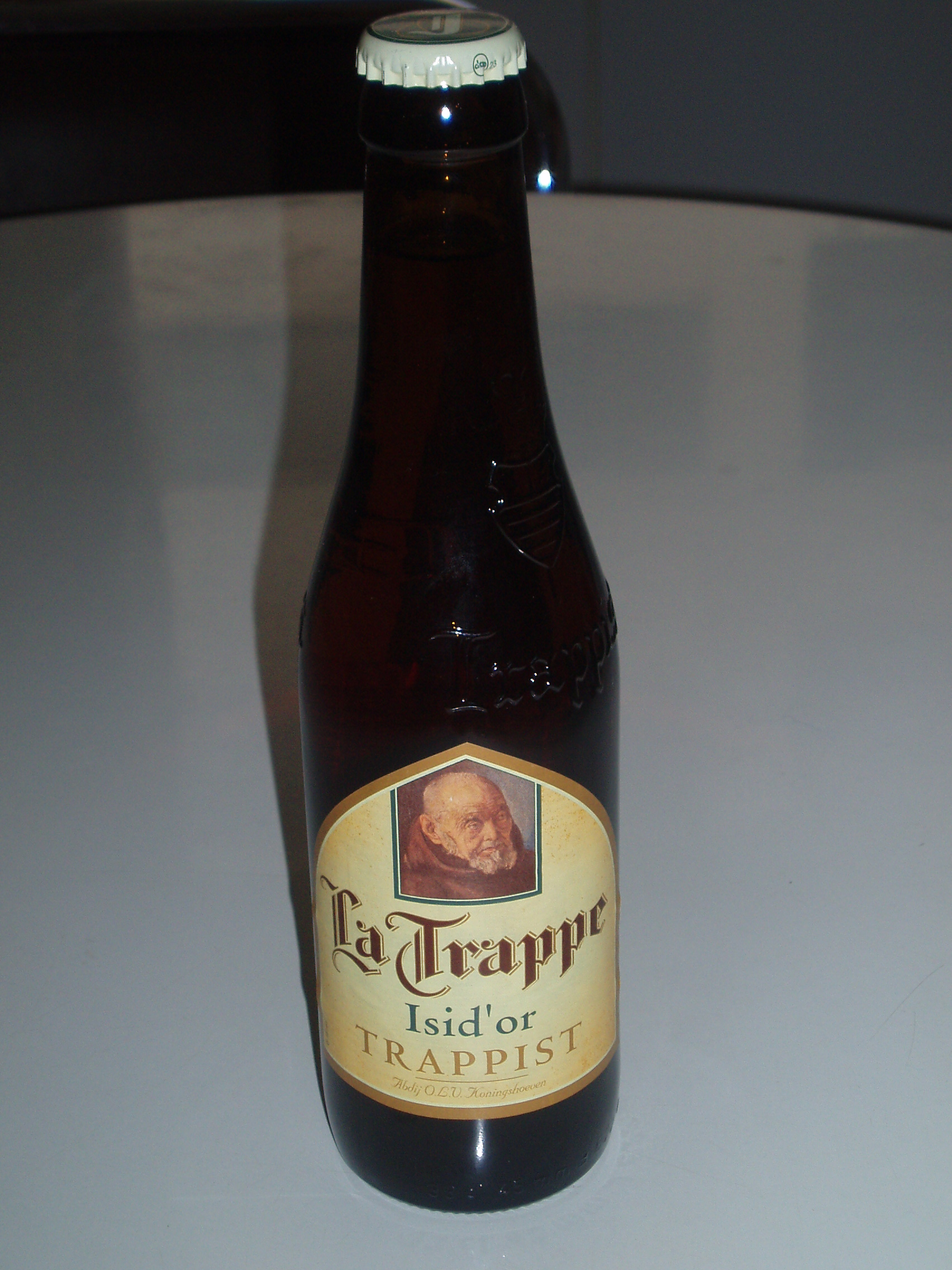
La Trappe Isid'or - Belgisch flesje.

La Trappe Isid'or is een Nederlands trappistenbier gebrouwen door de brouwerij van de trappistenabdij Koningshoeven in Berkel-Enschot.

## Achtergrond
Het werd voor het eerst gebrouwen ter gelegenheid van het 125 jaar bestaan van de trappistenbrouwerij in 2009. Oorspronkelijk was het bedoeld als een eenmalig bier, maar het kende een groot succes. Daarom werd het vast opgenomen in het gamma.

Het is vernoemd naar de eerste brouwer van de abdij, broeder Isidorus. De opbrengst van de verkoop van La Trappe Isid'or gaat volledig naar monniken in Oeganda.

## Het bier
La Trappe Isid'or is een lichtzoetig amberbier met karameltonen. Het bier is zacht bitter van smaak en heeft een fruitige afdronk. La Trappe Isid’or is gebrouwen met door de abdij gekweekte Perle hop. 
Het bier heeft een alcoholpercentage van 7,5%.
Zoals veel bieren wordt het in veel Nederlandse supermarkten verkocht in flesjes van 30 cl. In België en Nederlandse slijterijen wordt het verkocht in speciale trappistflesjes van 33 cl.